# St.-Anna-Platz 2 (München)

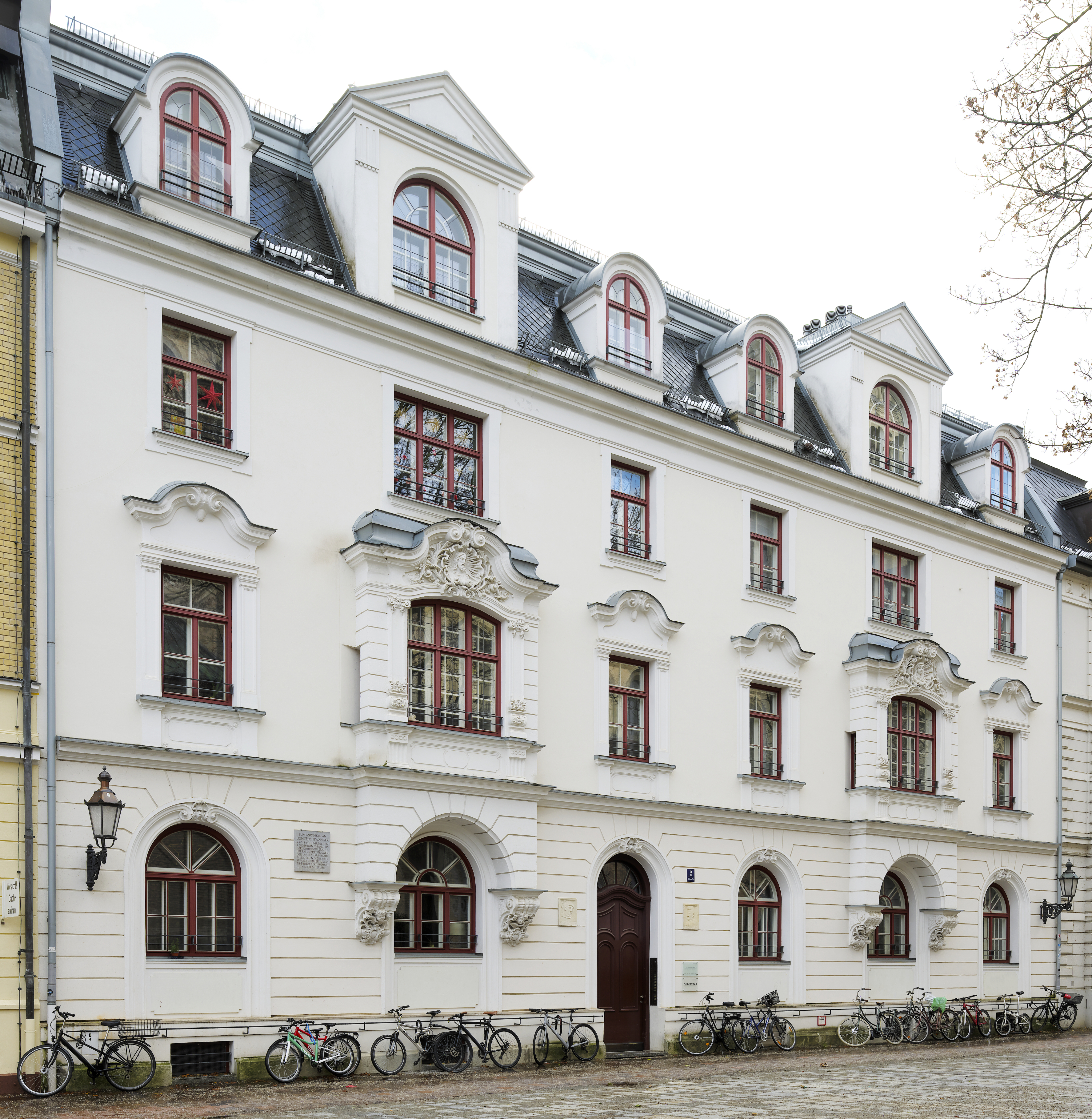
Mietshaus St.-Anna-Platz 2 (2023)

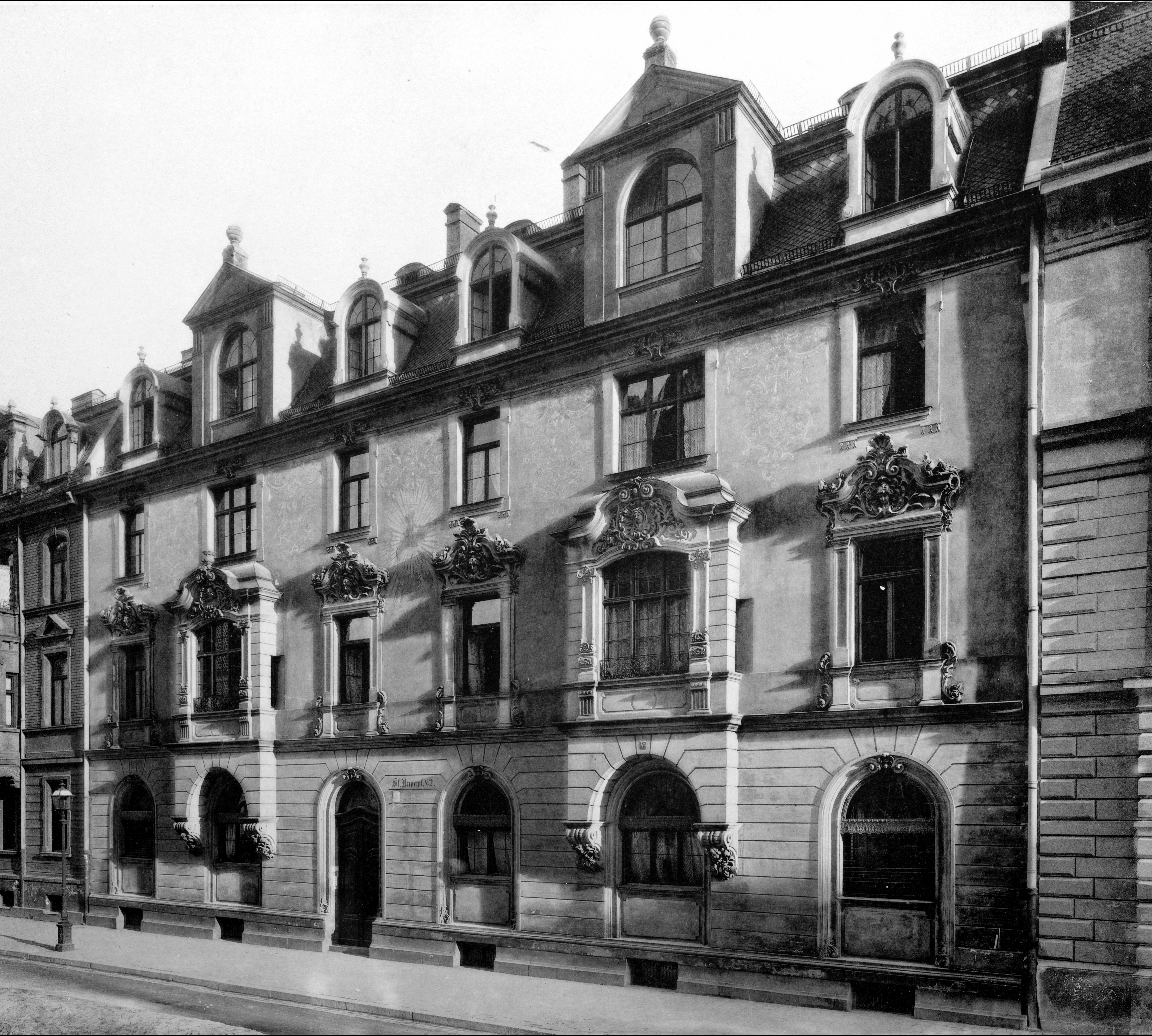
St.-Anna-Platz 2 im Jahr 1896

Das Mietshaus St.-Anna-Platz 2 im Zentrum von Münchens Stadtteil Lehel wurde 1887 durch Ludwig Marckert nach dem Fassadenentwurf von Gabriel von Seidl errichtet. Das Gebäude, das nach der weitgehenden Wiederherstellung (2008) der ursprünglichen Fassadengestaltung wieder das Aussehen eines vornehmen, stadtpalais-artigen Mietshaus im Neubarockstil zeigt, ist ein geschütztes Baudenkmal und ist unter der Aktennummer D-1-62-000-6056 in der Bayerischen Denkmalliste eingetragen.

## Geschichte
Das Gebäude wurde im Jahr 1887 von Ludwig Marckert im Auftrag von Ferdinand Schratz errichtet, den Fassadenentwurf dazu lieferte Gabriel von Seidl. Ursprünglich befanden sich an den Obergeschossfenstern reiche Stuckverzierungen. Die innere Hauseinteilung war mit zwei Wohnungen pro Geschoss großbürgerlich angelegt. Wie das historische Foto zeigt, waren die Außenwände der Obergeschosse mit Grisaillenmalereien verziert. Nach den Kriegsschäden von 1944/45 wurde das Mietshaus nach Plänen des Architekten Carl-Hans Jäger zum Teil vereinfacht wiederhergerichtet. Die Hauseigentümerin Barbara von Schoeler ließ durch die Fritz Eichbauer Bauunternehmung nach Plänen des Architekten-Atelier Achatz das Haus von Januar bis August 2008 renovieren und die Fassade weitgehend wiederherstellen.

## Beschreibung
Die 24,40 m breite Doppelerkerfassade des an der Südseite des St.-Anna-Platzes  befindlichen Mietshauses wird geprägt von den beiden reich verzierten und  gestalteten Erkern und den zwei großen Dachgauben. Die Stuckformen und die Erker-/Fensterbedachungen sind dem Spätbarock (am Übergang zum Frührokoko) angelehnt. In den stuckierten Kartuschen der Erkergiebel sind Reliefs von Jesus (links) und Maria (rechts) eingefügt. Im Erdgeschoss befinden sich  große Rundbogenfenster. Die Erker weisen an den Seiten schmale Guckfenster auf. Die vier kleinen Dachgauben sind rundbogig geschlossen.

Fassadendetail

## Bekannte Bewohner
Der jüdische Schriftsteller Lion Feuchtwanger (1884–1958) verbrachte von 1889 bis 1900 in dem Haus den Großteil seiner Kinder- und Jugendjahre. Eine Gedenktafel links vom linken Erker weist darauf hin.